# Портрет Бурхарда Максимовича Берга
«Портрет Бурхарда Максимовича Берга» — картина Джорджа Доу и его мастерской из Военной галереи Зимнего дворца.
Картина представляет собой погрудный портрет генерал-майора Бурхарда Максимовича Берга из состава Военной галереи Зимнего дворца.
Во время Отечественной войны 1812 года генерал-майор Берг занимал должность генерал-квартирмейстера Дунайской армии, а после начала Заграничного похода был назначен генерал-квартирмейстером Польской армии.
Изображён в профиль в генеральском мундире Свиты Его Величества по квартирмейстерской части образца 1817 года (художник ошибочно изобразил подбой у контрэполет красным цветом, вместо положенного чёрного). На груди слева свитский аксельбант и звезда ордена Св. Анны 1-й степени; на шее крест ордена Св. Владимира 3-й степени; по борту мундира крест прусского ордена Пур ле мерит; на груди орден Св. Георгия 4-й степени, золотой крест за взятие Измаила и серебряная медаль «В память Отечественной войны 1812 года» на Андреевской ленте. С тыльной стороны картины надпись: Berg 2. Подпись на раме: Б. М. Берг 2й, Генералъ Маiор.
А. А. Подмазо утверждает, что вместо нагрудного креста ордена Св. Георгия 4-й степени должен быть изображён шейный крест этого ордена 3-й степени, которым Берг был награждён 24 апреля 1813 году за отличие в бою при Кенигсварте. Однако в кавалерских списках, составленных Н. И. Григоровичем и В. С. Степановым в 1869 году и В. М. Шабановым в 2004 году (частично составленном на основании списка В. К. Судравского из «Военного сборника» за 1909—1910 годы), Берг среди кавалеров этого ордена 3-й степени за 1813—1814 годы не значится. Возможно, Подмазо спутал Бурхарда Берга с его братом Григорием, который был награждён орденом Св. Георгия III класса 2 июня 1813 года за отличие в сражении при Лютцене.
7 августа 1820 года Комитетом Главного Штаба по аттестации Берг был включён в список «генералов, заслуживающих быть написанными в галерею» и 10 сентября 1821 года император Александр I повелел написать его портрет. Гонорар Доу был выплачен 10 ноября 1821 года. Готовый портрет был принят в Эрмитаж 7 сентября 1825 года.
В. К. Макаров назвал этот портрет одной из лучших работ Доу.